# Hailey Bieberová
Hailey Bieberová, nepřechýleně Hailey Bieber, rozená Hailey Rhode Baldwin (* 22. listopadu 1996) je americká modelka a mediální osobnost.

## Mladí
Narodila se roku 1996 ve městě Tucson v USA Stephenovi Baldwinovi, mladšímu bratru Aleca Baldwina, a jeho ženě Kennye Deodato Baldwinové.
V mladí se věnovala baletu v American Ballet Theatre. Klasickému tanci se chtěla věnovat profesionálně, po zranění se ale rozhodla s baletem skončit. 

## Kariéra
Bieberová začala svou kariéru modelky v roce 2014, kdy podepsala smlouvu s modelingovou agenturou Ford Models v New Yorku. Ve stejném roce debutovala na přehlídkovém mole pro TopShop. V lednu následujícího roku se poprvé objevila na titulní straně časopisu. V následujících letech pracovala pro značky, jako je Guess, Tommy Hilfiger, Ralph Lauren a Max Mara.
Roku 2016 podepsala smlouvu s IMG Models. Díky této smlouvě měla příležitost pracovat pro ještě větší značky, jako je Moschino, Prabal Gurung, Dolce & Gabbana a Versace.
Bieberová se objevila na obálkách několika významných módních časopisů, včetně Vogue, Elle, Harper's Bazaar a Vanity Fair. V roce 2017 se objevila na přehlídce Victoria's Secret Fashion Show.
V roce 2020 se Bieberová stala tváří kampaně pro kosmetickou značku BareMinerals. Také spolupracovala s módní značkou Levi's.
Dne 15. června 2022 uvedla Hailey Bieberová na trh značku péče o pleť s názvem Rhode. 

## Osobní život
Hailey se v červenci 2018 zasnoubila se zpěvákem Justinem Bieberem, v listopadu téhož roku oznámili uzavření sňatku. Dne 30. září 2019 proběhl druhý obřad, kterého se účastnili známí a přátelé páru. Společně žijí v Kanadě.
Dne 12. března 2022 Hailey prodělala tranzitorní ischemickou ataku, byla hospitalizována a operována. 